# Буенос Айрес еПри 2017
Буенос Айрес еПри 2017, официално име ФИА Формула Е Буенос Айрес еПри 2017, е третото еПри на Буенос Айрес, трети кръг от сезон 2016/17 и общо 24-ти старт в историята на Формула Е. Провежда се на 18 февруари 2017 г. на пистата Пуерто Мадеро Стрийт Сиркуит на улиците на Буенос Айрес, Аржентина. Състезанието печели тръгналият от трета позиция Себастиен Буеми пред Жан-Ерик Верн и Лукас ди Граси. Така Буеми се превръща в първия пилот в историята на Формула Е с три поредни победи.

## Преди състезателния ден
Очаква се този старт да бъде последното еПри, провеждано на пистата Пуерто Мадеро Стрийт Сиркуит заради плануваните ремонтни и строителни дейности в района Пуерто Мадеро, но впоследствие изтичащият договор за еПри на Буенос Айрес не е подновен.

## Свободни тренировки, квалификация, наказания и FanBoost
Най-бързо време в първата свободна тренировка дава Хосе Мария Лопес (1:09.431) пред Жан-Ерик Верн и Мич Евънс, а във втората - Сам Бърд (1:08.792) пред Феликс Розенквист и Лукас ди Граси. Първата тренировка е прекъсната след като Антонио Феликс да Коща разбива болида си в предпазната стена, а малко ѝ вторият болид на да Коща изгасва на пистата и тя е прекратена преждевременно. Втората свободна тренировка съко е прекъсната, след като болтът, придържащ предната лява гума на Лоик Дювал пада, гумата се откача и те, заедно с болида на Дювал трябва да бъдат отстранени от трасето.
По време на квалификацията за място най-бързо време записва Верн (1:08.751) пред Буеми (1:09.018) и ди Граси (1:09.084); петицата, участваща в Супер Пол сесията допълват Оливър Търви и Нелсиньо Пикет. Квалификацията е прекъсната след катастрофа на Лопес. Лопес, Кингхуа и Енгел не успяват да запишат времена по-бързи от 110% от времето на най-бързия пилот, но получават разрешение да стартират, тъй като са достатъчно бързи в тренировките, като местата им на стартовата решетка са определени на базата на най-бързите им обиколки във втората свободна тренировка. В Супер Пол сесията ди Граси дава най-доброто време (1:09.404) пред Верн (1:09.598), Буеми (1:09:825), Търви (1:10:075) и Пикет (1:11.274).
Себастиен Буеми, ди Граси и Даниел Абт печелят гласуването за FanBoost.

## Състезание
Състезанието се провежда при сухо, слънчево време и температура от около 29,5°. На пистата присъстват около 21000 зрители.
На старта първите няколко пилоти запазват позициите си, като до края на първата обиколка Розенквист успява да спечели две места, а Евънс губи три позиции. По-назад в колоната, Адам Керъл не може да потегли и по протежение на цялото трасе са показани жълти флагове, но малко преди останалатие пилоти да го доближат и изпреварят с обиколка, успява да рестартира болида си и да тръгне. В третата обиколка ди Граси губи позиции последователно от Верн и Буеми. Малко по-късно Бърд получава повреда в задното окачване и се озовава на последно място, като сменя болида си и опитва поне да запише най-бърза обиколка, но това не му се отдава. С напредване на състезанието Буеми увеличава преднината си пред Верн на над пет секунди.
Болидът на Маро Енгел има проблеми със задвижващата система и въпреки че той успява да го рестартира и да потегли отново, му е показан черен флаг с оранжев кръг, което означава, че трябва да спре в бокса, за да бъдат отстранени проблемите. Ди Граси се бори с поведението на болида си на пистата и след като стартира първи, в 12-ата обиколка вече е едва пети. В 18-ата обиколка започват планираните спирания в бокса за смяна на болидите, като първи това правят Търви, Евънс и Дювал. След като всички пилоти минават през бокса, Буеми продължава да води колоната пред Верн, Прост, ди Граси (който изпреварва Пикет при смяната на болидите), Пикет, Търви, Евънс, Дювал, Жером Д'Амброзио и Абт. Розенквист, Ник Хайдфелд и Керъл са пилотите, които отлагат смяната на болидите до последно, като с тази стратегия имат за цел да разполагат с повече енергия в края на състезанието, но при Розенквист тя не сработва – проблеми с батерията и запалването на втория болид забавят шведа в бокса около една минута и той излиза на пистата едва 17-и. Все пак Розенквист успява да се пробори за най-бързата обиколка (и рекорд на пистата) и съответно една точка за класирането. Междувременно Евънс получава петсекундно наказание заради превишена скорост по време на жълтите флагове в началото на надпреварата.
В 24-тата обиколка пилотска грешка на Прост позволява на ди Граси да си върне още една позиция. Състезателният ден за Махиндра Рейсинг е провален окончателно, когато Хайдфелд е наказан с преминаване през бокса, защото спирането му в бокса за смяна на болида му е с четири десети от секундата по-бързо от минимално допустимите 55 секунди.
Буеми успява да превъзмогне проблемите със спирачките на втория си болид и финишира на първо място. След него се нареждат Верн, ди Граси, Прост, Пикет, Дювал, Абт, Д'Амброзио, Търви и Лопес. След състезанието назрява напрежение в отбора на Фарадей Фючър Драгън Рейсинг, тъй като въпреки напътствията от бокса към Дювал и Д'Амброзио да не предприемат рискове до края на надпреварата, две обиколки преди края Дювал изпреварва съотборника си за шестата позиция и болидите им леко се удрят, като в крайна сметка Д'Амброзио завършва осми.

## Резултати

### Квалификация
| Поз.      | №  | Пилот                  | Отбор                        | Време    | Разлика | Решетка |
| --------- | -- | ---------------------- | ---------------------------- | -------- | ------- | ------- |
| 1         | 25 | Жан-Ерик Верн          | Тачита                       | 1:08.751 |         | 21      |
| 2         | 9  | Себастиен Буеми        | Рено е.Дамс                  | 1:09.018 | +0.267  | 31      |
| 3         | 11 | Лукас ди Граси         | АБТ Шефлер Ауди Спорт        | 1:09.084 | +1.333  | 1       |
| 4         | 88 | Оливър Търви           | НекстЕВ НИО                  | 1:09.314 | +0.563  | 41      |
| 5         | 3  | Нелсиньо Пикет         | НекстЕВ НИО                  | 1:09.383 | +0.632  | 51      |
| 6         | 8  | Никола Прост           | Рено е.Дамс                  | 1:09.442 | +0.691  | 6       |
| 7         | 20 | Мич Евънс              | Панасоник Ягуар Рейсинг      | 1:09.505 | +0.754  | 7       |
| 8         | 19 | Феликс Розенквист      | Махиндра Рейсинг             | 1:09.681 | +0.930  | 8       |
| 9         | 7  | Жером Д'Амброзио       | Фарадей Фючър Драгън Рейсинг | 1:09.697 | +0.946  | 9       |
| 10        | 2  | Сам Бърд               | DS Върджин Рейсинг           | 1:09.839 | +1.088  | 10      |
| 11        | 4  | Стефан Саразен         | Венчъри Формула Е            | 1:10.100 | +1.349  | 11      |
| 12        | 23 | Ник Хайдфелд           | Махиндра Рейсинг             | 1:10.152 | +1.401  | 12      |
| 13        | 27 | Робин Фрийнс           | Амлин Андрети                | 1:10.172 | +1.421  | 13      |
| 14        | 6  | Лоик Дювал             | Фарадей Фючър Драгън Рейсинг | 1:10.257 | +1.506  | 14      |
| 15        | 6  | Адам Керъл             | Панасоник Ягуар Рейсинг      | 1:10.946 | +2.195  | 15      |
| 16        | 66 | Даниел Абт             | АБТ Шефлер Ауди Спорт        | 1:13.284 | +4.533  | 16      |
| 17        | 28 | Антонио Феликс да Коща | Амлин Андрети                | 1:13.326 | +4.575  | 17      |
| 18        | 37 | Хосе Мария Лопес       | DS Върджин Рейсинг           | 1:16.760 | +8.009  | 202     |
| 19        | 33 | Ма Кингхуа             | Тачита                       | 1:22.405 | +13.654 | 192     |
| 20        | 5  | Маро Енгел             | Венчъри Формула Е            | 1:44.239 | +35.488 | 182     |
| Източник: |    |                        |                              |          |         |         |

Бележки:
- 1 – Мястото на стартовата решетка е определено чрез Супер Пол елиминации.
- 2 – Лопес, Кингхуа и Енгел са с времена, по-бавни от 110% от времето на най-бързия пилот, но получават разрешение да стартират, тъй като са достатъчно бързи в тренировките, като местата им на стартовата решетка са определени на базата на най-бързите им обиколки във втората свободна тренировка.

### Супер Пол
| Поз.      | №  | Пилот           | Отбор                 | Време    | Разлика | Решетка |
| --------- | -- | --------------- | --------------------- | -------- | ------- | ------- |
| 1         | 11 | Лукас ди Граси  | АБТ Шефлер Ауди Спорт | 1:09.404 |         | 1       |
| 2         | 25 | Жан-Ерик Верн   | Тачита                | 1:09.598 | +0.194  | 2       |
| 3         | 9  | Себастиен Буеми | Рено е.Дамс           | 1:09:825 | +0.421  | 3       |
| 4         | 88 | Оливър Търви    | НекстЕВ НИО           | 1:10:075 | +0.671  | 4       |
| 5         | 3  | Нелсиньо Пикет  | НекстЕВ НИО           | 1:11.274 | +1.870  | 5       |
| Източник: |    |                 |                       |          |         |         |

### Състезание
| Поз.      | №  | Пилот                  | Отбор                        | Обиколки | Време/Отпадане | Място | Точки |
| --------- | -- | ---------------------- | ---------------------------- | -------- | -------------- | ----- | ----- |
| 1         | 9  | Себастиен Буеми        | Рено е.Дамс                  | 37       | 45:45.623      | 02    | 25    |
| 2         | 25 | Жан-Ерик Верн          | Тачита                       | 37       | +2.996         | = 0   | 18    |
| 3         | 11 | Лукас ди Граси         | АБТ Шефлер Ауди Спорт        | 37       | +6.921         | 02    | 181   |
| 4         | 8  | Никола Прост           | Рено е.Дамс                  | 37       | +8.065         | 02    | 12    |
| 5         | 3  | Нелсиньо Пикет         | НекстЕВ НИО                  | 37       | +9.770         | = 0   | 10    |
| 6         | 6  | Лоик Дювал             | Фарадей Фючър Драгън Рейсинг | 37       | +35.103        | 08    | 8     |
| 7         | 66 | Даниел Абт             | АБТ Шефлер Ауди Спорт        | 37       | +35.801        | 09    | 6     |
| 8         | 7  | Жером Д'Амброзио       | Фарадей Фючър Драгън Рейсинг | 37       | +36.335        | 01    | 4     |
| 9         | 88 | Оливър Търви           | НекстЕВ НИО                  | 37       | +37.111        | 05    | 2     |
| 10        | 37 | Хосе Мария Лопес       | DS Върджин Рейсинг           | 37       | +38.206        | 08    | 1     |
| 11        | 28 | Антонио Феликс да Коща | Амлин Андрети                | 37       | +43.740        | 06    |       |
| 12        | 4  | Стефан Саразен         | Венчъри Формула Е            | 37       | +44.243        | 01    |       |
| 13        | 20 | Мич Евънс              | Панасоник Ягуар Рейсинг      | 37       | +44.918        | 06    |       |
| 14        | 27 | Робин Фрийнс           | Амлин Андрети                | 37       | +49.683        | 01    |       |
| 15        | 23 | Ник Хайдфелд           | Махиндра Рейсинг             | 37       | +51.456        | 03    |       |
| 16        | 33 | Ма Кингхуа             | Тачита                       | 36       | +1 обиколка    | 03    |       |
| 17        | 47 | Адам Керъл             | Панасоник Ягуар Рейсинг      | 36       | +1 обиколка    | 02    |       |
| 18        | 19 | Феликс Розенквист      | Махиндра Рейсинг             | 34       | +3 обиколки    | 10    | 12    |
| Отп       | 5  | Маро Енгел             | Венчъри Формула Е            | 26       | Електроника    | 01    |       |
| Отп       | 2  | Сам Бърд               | DS Върджин Рейсинг           | 20       | Катастрофа     | 10    |       |
| Източник: |    |                        |                              |          |                |       |       |

Балежки:
- 1 – Три точки за първо място в квалификациите.
- 2 – Две точки за най-бърза обиколка.

## Класиране след състезанието
| Поз | Пилот             | Точки |           |
| --- | ----------------- | ----- | --------- |
| 1   | Себастиен Буеми   | 75    | =         |
| 2   | Лукас ди Граси    | 46    | =         |
| 3   | Никола Прост      | 36    | =         |
| 4   | Жан-Ерик Верн     | 22    | Повишение |
| 5   | Феликс Розенквист | 20    | Понижение |

| Поз | Конструктор           | Точки |           |
| --- | --------------------- | ----- | --------- |
| 1   | Рено е.дамс           | 111   | =         |
| 2   | АБТ Шефлер Ауди Спорт | 60    | =         |
| 3   | Махиндра Рейсинг      | 37    | =         |
| 4   | НекстЕВ НИО           | 25    | Повишение |
| 5   | Тачита                | 22    | Повишение |